# Folowanie

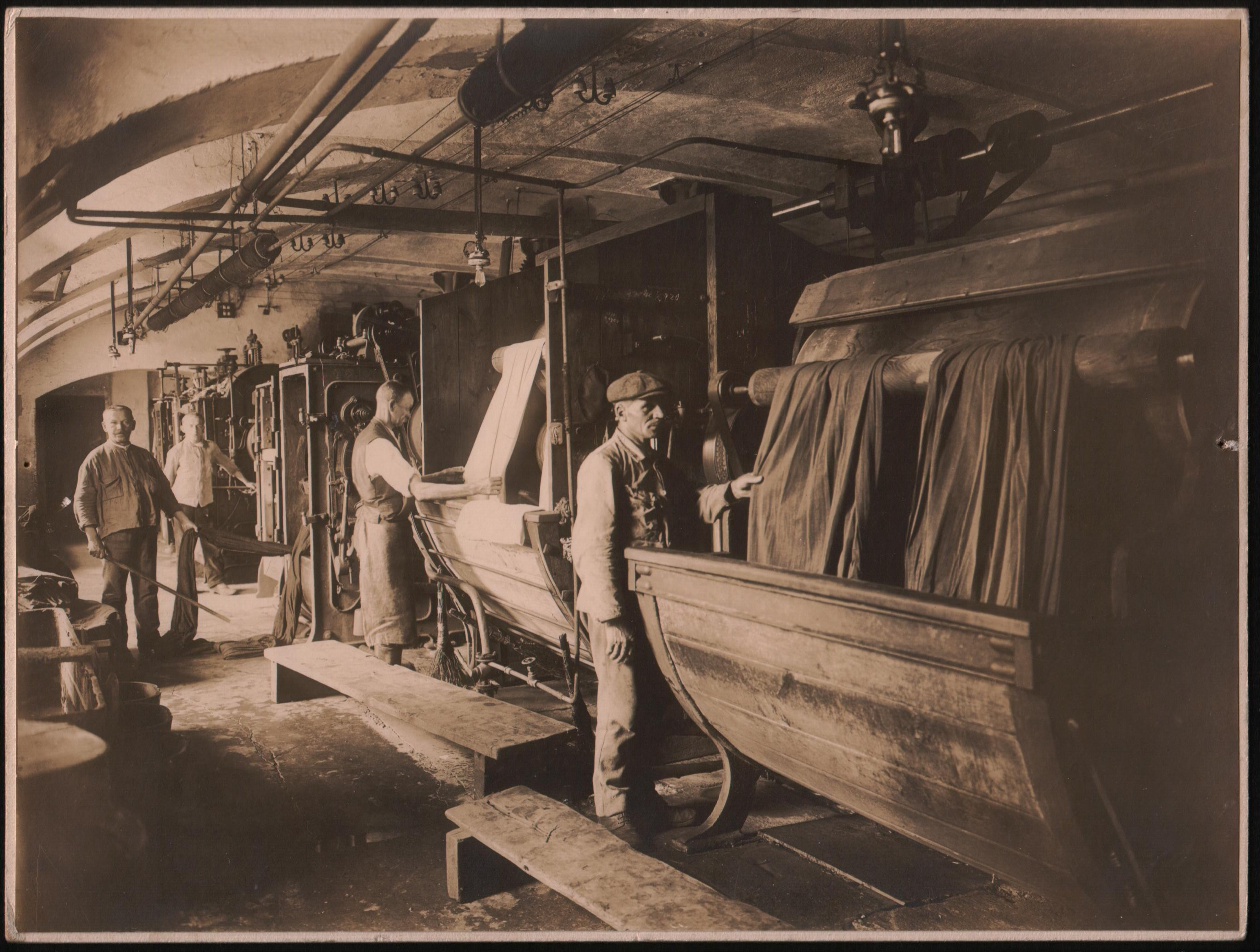
Folusznicy przy pracy, fot. 1915

Folowanie, spilśnianie – wstępna obróbka tkanin i dzianin wełnianych oraz mieszanych zawierających wełnę. Proces ten ma na celu częściowe spilśnianie i zagęszczenie struktury włókna, wykorzystywanego do produkcji sukna oraz tkanin płaszczowych.
Proces folowania wykonywany jest w pilśniarkach (zwanych też foluszami). Tkanina w stanie wilgotnym i w formie pasma jest poddawana zgniataniu. Proces ten jest wykonywany za pomocą rolek prowadzących i naprowadzających oraz cylindrów wykonanych z drewna (część zgniatająca). Zgniatanie przebiega w obu kierunkach, na szerokość i na długość.
W obróbce folowania wyróżnia się cztery rodzaje:
- folowanie alkaliczne – polega na dodaniu do zwilżania tkanin roztworu mydła i sody o odczynie pH 9–10. Tego typu folowanie wykonuje się w pralnicach zaopatrzonych w urządzenia zgniatające.
- folowanie kwaśne – polega na użyciu roztworów kwasów organicznych lub kwasu siarkowego o odczynie pH 2–3. Ten rodzaj folowania jest stosowany podczas procesu produkcji filców.
- folowanie obojętne – polega na użyciu roztworów syntetycznych środków piorących o pH około 7. Ten sposób stosowany jest przy uzyskiwaniu wełny o małym czynniku jej spilśnienia. Celem tego procesu jest tylko poprawa łączenia tkanin, głównie mieszankowych.
- folowanie rozpuszczalnikowe – prowadzi się je w maszynach bębnowych, z użyciem czterochlorku etylenu. Stosowane jest głównie w procesie wykańczania wyrobów z dzianin wełnianych.